# فرودگاه کوشک نصرت
فرودگاه کوشک نصرت فرودگاهی است که در ۳۵ کیلومتری شمال قم در پادگان قیام در کشور ایران قرار دارد. در سال ۱۳۹۳،نام این پایگاه به پایگاه آموزش خلبانی شهيد اکبری  تغيير یافته است در این فرودگاه قابلیت پرواز هواپیماهای آموزشی وجود دارد. 